# L'Arcadia in Brenta
L'Arcadia in Brenta és una òpera en tres actes composta per Baldassare Galuppi sobre un llibret italià de Carlo Goldoni. S'estrenà al Teatro Sant'Angelo de Venècia el 14 de maig de 1749.
Es representa el 1751 al Teatre de la Santa Creu de Barcelona.